# Pince-Marof

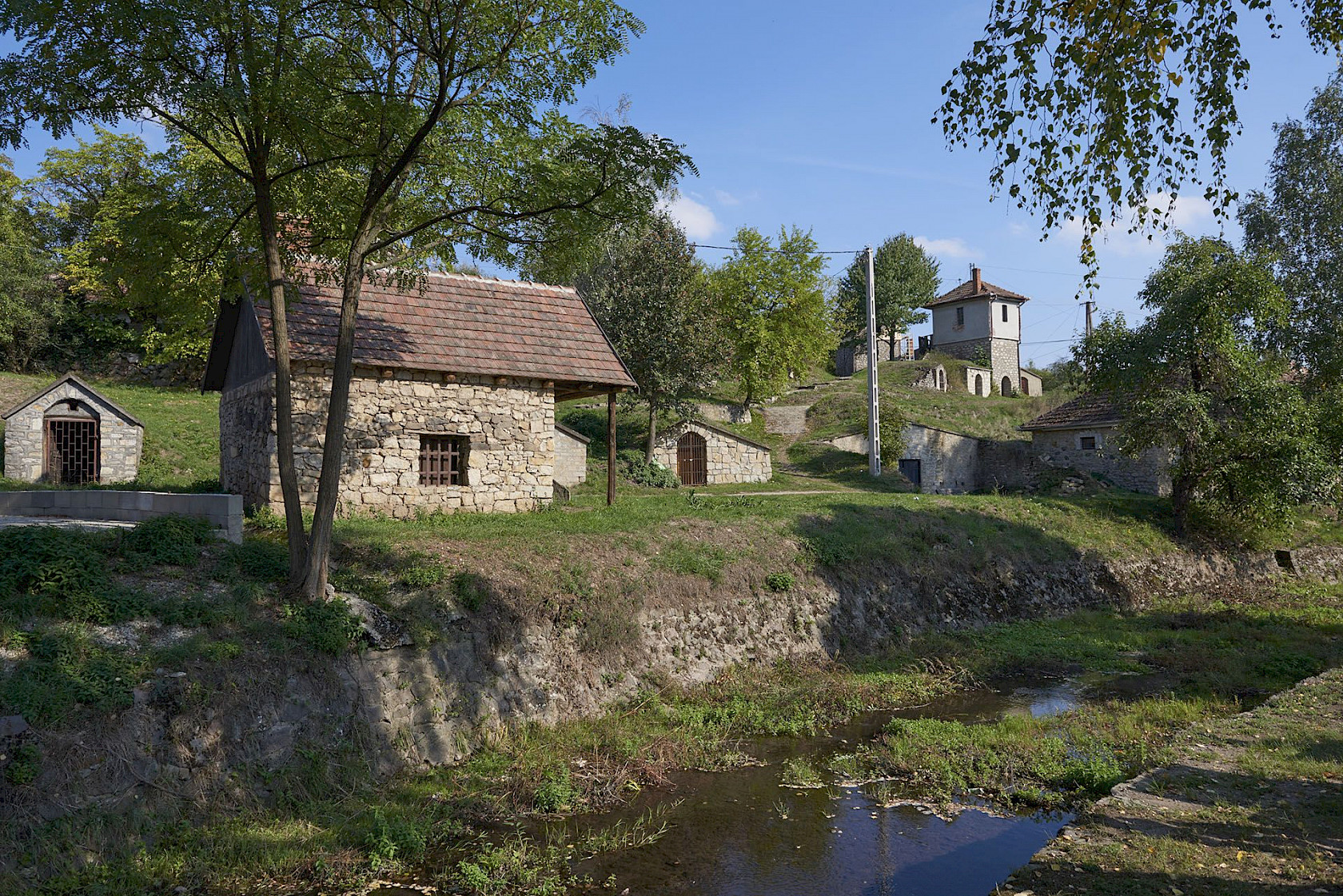
Pince-Marof.

Pince-Marof är en ort i Slovenien som ligger vid gränsen till Ungern. Orten har 104 invånare (2014). Pince-Marof ligger nära Sloveniens allra östligaste punkt.